# David O. Russell
David Owen Russell (New York, 20 augustus 1958) is een Amerikaanse regisseur, producent en scenarioschrijver van (speel)films. Russell is vooral bekend als de regisseur en schrijver van de films Three Kings en I Heart Huckabees.

## Filmografie

### Als regisseur
- Amsterdam - (2022)
- Joy - (2015)
- American Hustle - (2013)
- Silver Linings Playbook - (2012)
- The Fighter - (2010)
- Soldiers Pay - (2004)
- I Heart Huckabees - (2004)
- Three Kings - (1999)
- Flirting with Disaster - (1996)
- Spanking the Monkey - (1994)
- Hairway to the Stars - (1990)
- Bingo Inferno - (1987)

### Als schrijver
- Amsterdam - (2022)
- Joy - (2015)
- American Hustle - (2013)
- Silver Linings Playbook - (2012)
- I Heart Huckabees - (2004)
- Three Kings - (1999)
- Flirting with Disaster - (1996)
- Spanking the Monkey - (1994)
- Bingo Inferno - (1987)

### Als (uitvoerend) producent
- Amsterdam - (2022) (producent)
- Joy - (2015) (producent)
- The H-Man Cometh - (2010) (producent)
- Wake Up, Ron Burgundy: The Lost Movie - (2004) (uitvoerend producent)
- Soldiers Pay - (2004) (producent)
- I Heart Huckabees - (2004) (producent)
- Anchorman: The Legend of Ron Burgundy - (2004) (uitvoerend producent)
- The Slaughter Rule - (2002) (producent)
- Spanking the Monkey - (1994) (uitvoerend producent)
- Bingo Inferno: A Parody on American Obsessions - (1987) (producent)

- Bibsys: 1025797
- Biblioteca Nacional de España: XX1265918
- Bibliothèque nationale de France: cb14039380t (data)
- Catàleg d'autoritats de noms i títols de Catalunya: 981058521196606706
- Gemeinsame Normdatei: 137680082
- International Standard Name Identifier: 0000 0001 0869 4391
- Library of Congress Control Number: n97077382
- MusicBrainz: 09b51059-c470-48cb-9ab6-2f71f313155e
- Nationale Bibliotheek van Tsjechië: xx0155406
- Nationale bibliotheek van Australië: 53210138
- Nationale Bibliotheek van Israël: 987007517162905171
- Nationale Bibliotheek van Polen: a0000001639105
- Nederlandse Thesaurus van Auteursnamen: 163649936
- Réseau des bibliothèques de Suisse occidentale: 02-A011648994
- SNAC: w62v5mt5
- Système universitaire de documentation: 114163111
- Trove: 1534263
- Union List of Artist Names: 500472081
- Virtual International Authority File: 4320151778218818130007